# 可乐遗址
可乐遗址位于中國贵州省赫章县可乐乡，是一座夜郎国遗址，曾经是一座夜郎重镇，名字来源于夜郎古都柯洛落姆（或称可乐洛姆，来源于彝语，意思是“中央大城”）。

## 发掘
1958年，遗址出土第一批文物。
2000年，研究人员在可乐发掘出夜郎墓葬108座，出土文物547件，入选中國2001年度全國十大考古新發現。
2001年6月25日，中國国务院批准可乐遗址为全国重点文物保护单位。
2010年10月，可乐遗址被国家文物局批准为建造国家考古遗址公园（第一批）。2016年，县政府开始建造可乐国家考古遗址公园，总投资33亿元。

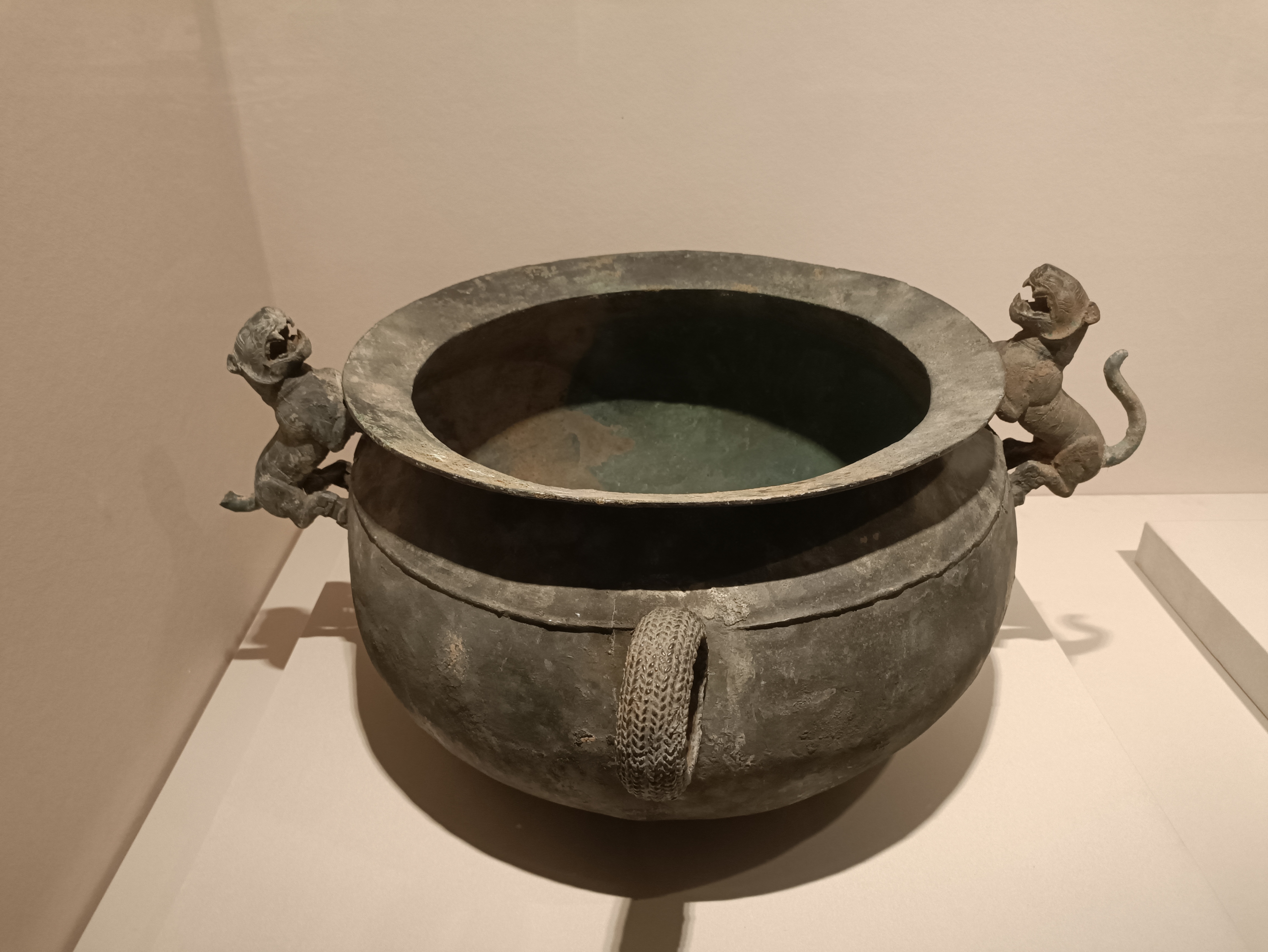
饰虎铜釜，战国至西汉，2000年贵州毕节赫章可乐274号墓出土，贵州省博物馆藏
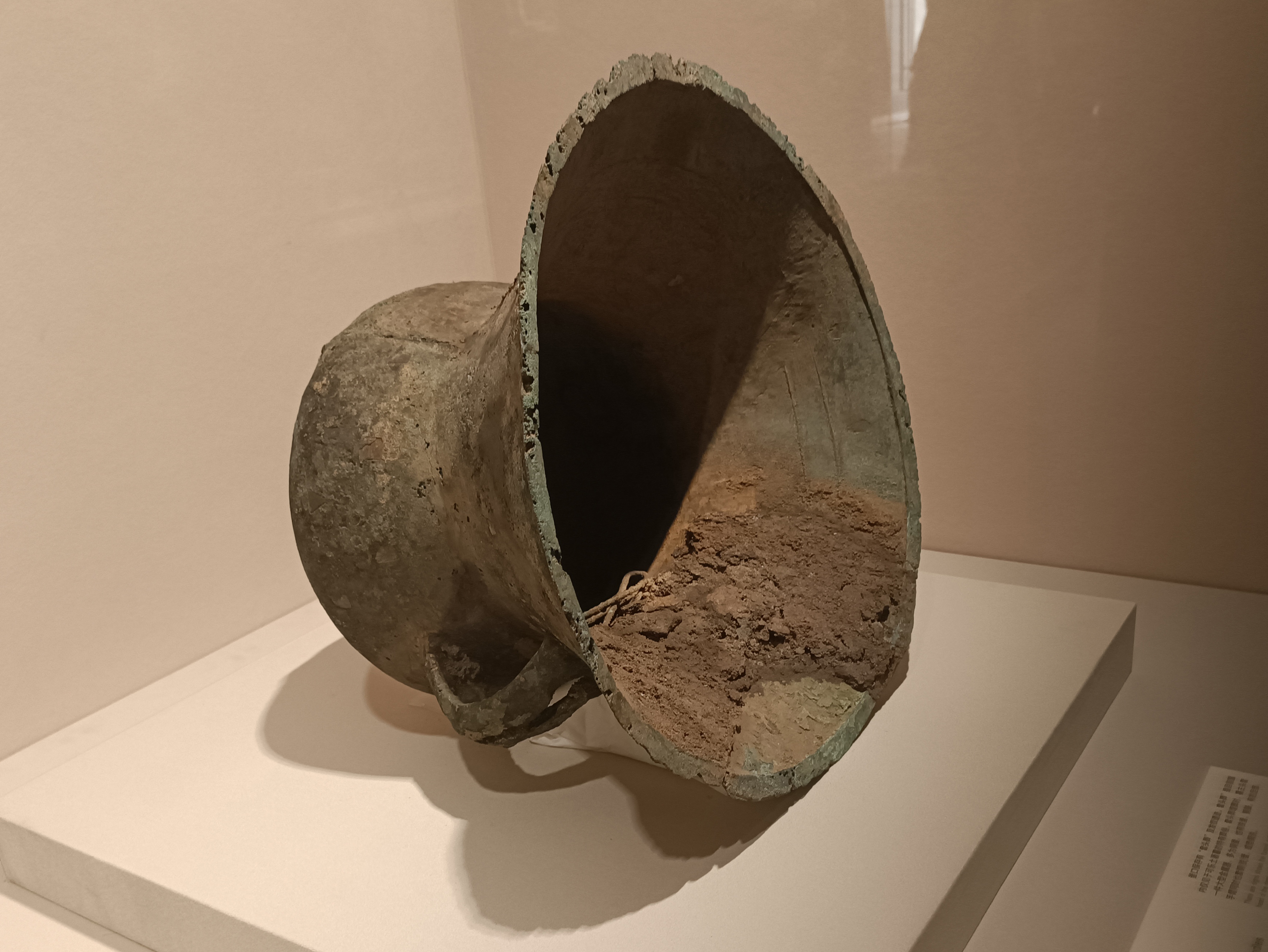
敞口大双耳釜，战国，2000年贵州毕节赫章可乐264号墓出土，贵州省博物馆藏
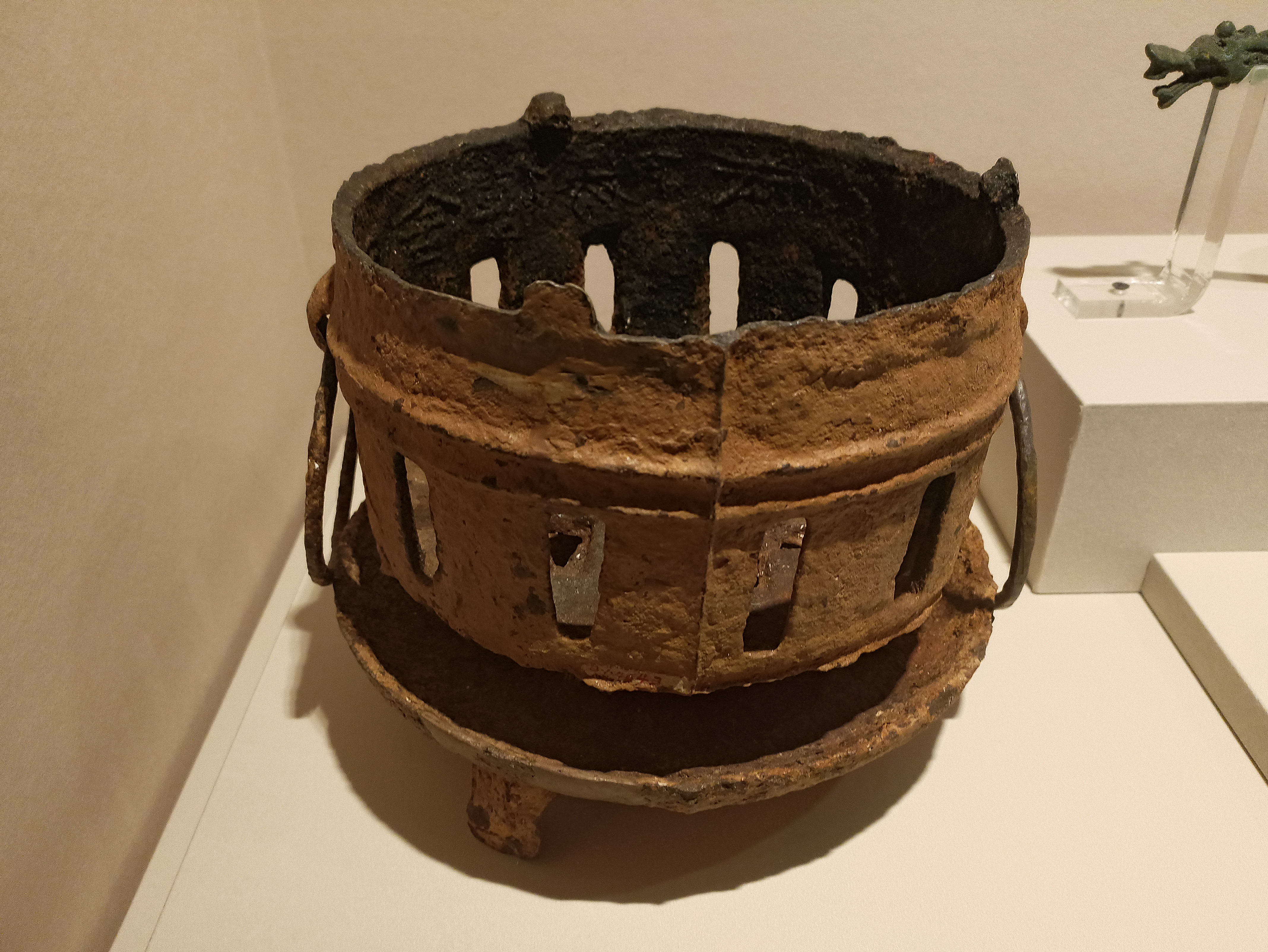
“武阳传舍”铁炉，东汉，1978年贵州毕节赫章可乐58号墓出土，贵州省博物馆藏

## 外部連結
- 贵州赫章文物遗址被损 （页面存档备份，存于）